# Danmarks Privatskoleforening
Danmarks Privatskoleforening har i dag navnet: Danmarks Private Skoler - grundskoler og gymnasier efter foreningen i 2017 blev sammenlagt med foreningen Private gymnasier og studenterkurser.  
Danmarks Private Skoler - grundskoler og gymnasier er en forening for frie og private grundskoler, gymnasier, hf- og studenterkurser fordelt over hele Danmark. Der er omkring 170 medlemsskoler, og der går ca. 70.000 elever på skolerne. 
Foreningen har rødder i Danmarks Realskoleforening, der blev oprettet i 1891, og medlemsskolerne var eksamensskoler, der førte eleverne til realeksamen eller præliminæreksamen.